# 強盗返
強盗返・龕灯返（がんどうがえし）とは歌舞伎で用いる舞台用語で場面転換の方法である「居所変（居所替, いどころがわり）」の1つ、若しくは強盗返を用いた仕掛け。一般的には短時間で行う場面転換で用いられる。

## 概要
強盗返は演技や演劇の進行を妨げることなく短時間で場面を切り換える手段として用いられ、歌舞伎では「どんでんどんでん」と鳴る大太鼓の音からどんでん返しの名で呼ばれることがある。龕灯返（がんどうがえし）、どんでん返し、がらんどう返し、送り仮名を付けて強盗返し、龕灯返しと表現する場合もある。
演劇を行う施設では演劇空間の時空を自在に演出するために外部からの光を遮蔽することが多く、舞台上の照明は一般的には内部照明によってのみ操作する。このため、舞台照明を一瞬だけ消すことで真っ暗闇を実現することが可能となり、この暗転の中で演劇者は衣装を着替えて次の演技の所定の位置に着き、舞台道具は強盗返の仕掛けを用いることで、場所や季節の切り替わり等のシーンの切り替え等を舞台と客席の間の幕を上げ下げをすることなく、観客の目の前で短時間で行うことが可能となる。
これらのことから転じて、慣用句として用いられる「どんでん返し」は、瞬間的な逆転を指す表現として用いられ、観客の側からは意外性のある「どんでん返しで幕になる」ストーリ展開の状態や、小説では「どんでん返しの結末」、「どんでん返しの逆転スリーラン」等々の用いられ方をする。

## 歴史
強盗返は回り舞台を初めとして後の舞台機構に数々の影響を与えた江戸中期の大阪出身の歌舞伎狂言作者の並木正三（なみきしょうぞう, 1730–73）が考案したとする説と、宝暦12年 (1726) に狂言作者の竹田治蔵（たけだはるぞう）が考案したとする説がある。

## 構造
強盗返の語源は携帯型の照明器具である「龕灯（がんどう）」の別名である強盗提灯（がんどうちょうちん）の仕組みに由来する。
強盗（がんどう）若しくは龕灯（がんどう）と呼ぶ携帯型の照明器具の仕組みは不燃性の材料を用い、一般的には銅板やブリキ板等の金属板を丸めた円筒台形の筐体を持ち、筐体の中には蝋燭立てと反射鏡が入っている。蝋燭立ては筐体内で倒れないように常に自立可能なジャイロスコープと同様の仕組みをもつ自在に回転する留め金で固定されており、光が単一方向にのみ照射する。強盗返の名は強盗提灯が自由に回転する様に由来する。
強盗返は横から見ると床と壁が一体化したアルファベットの大文字の「Ｌ」の形をしており、床面に置かれた什器備品等の多くは底面である床に固定されている。歌舞伎では一体化した床面と壁面を備品と共に後ろ側に倒すことで、今までは床に見えていた底面部分の裏側に隠れていた壁面が観客の目の前に現れる。この時、歌舞伎では前述の大太鼓の音が「どんでんどんでん」と鳴り響く。
歌舞伎では更に舞台道具が大掛かりになると、宝暦年間に大道具や演劇者を載せたまま舞台そのものが水平回転する廻り舞台が生まれた。これは、即座に背景を切り替える同様の方法として台座部分にローラを設けたり、人力で持ち上げられる程度の重量の大道具一式を水平に180度回転させることでこれまで観客に見えなかった大道具の裏面に描かれている異なる背景を見せて場面転換を図る装置である。この転換方法は現在、歌舞伎以外の演劇でも用いられている。
回転移動による場面転換を強盗返と区別する場合には盆廻し（ぼんまわし）と呼ぶ。

## 演目
歌舞伎に於ける演出としての強盗返を用いる演目として次のものがある。
- 青砥稿花紅彩画